# Eos reticulata
Eos reticulata là một loài chim trong họ Psittacidae.

## Hình ảnh

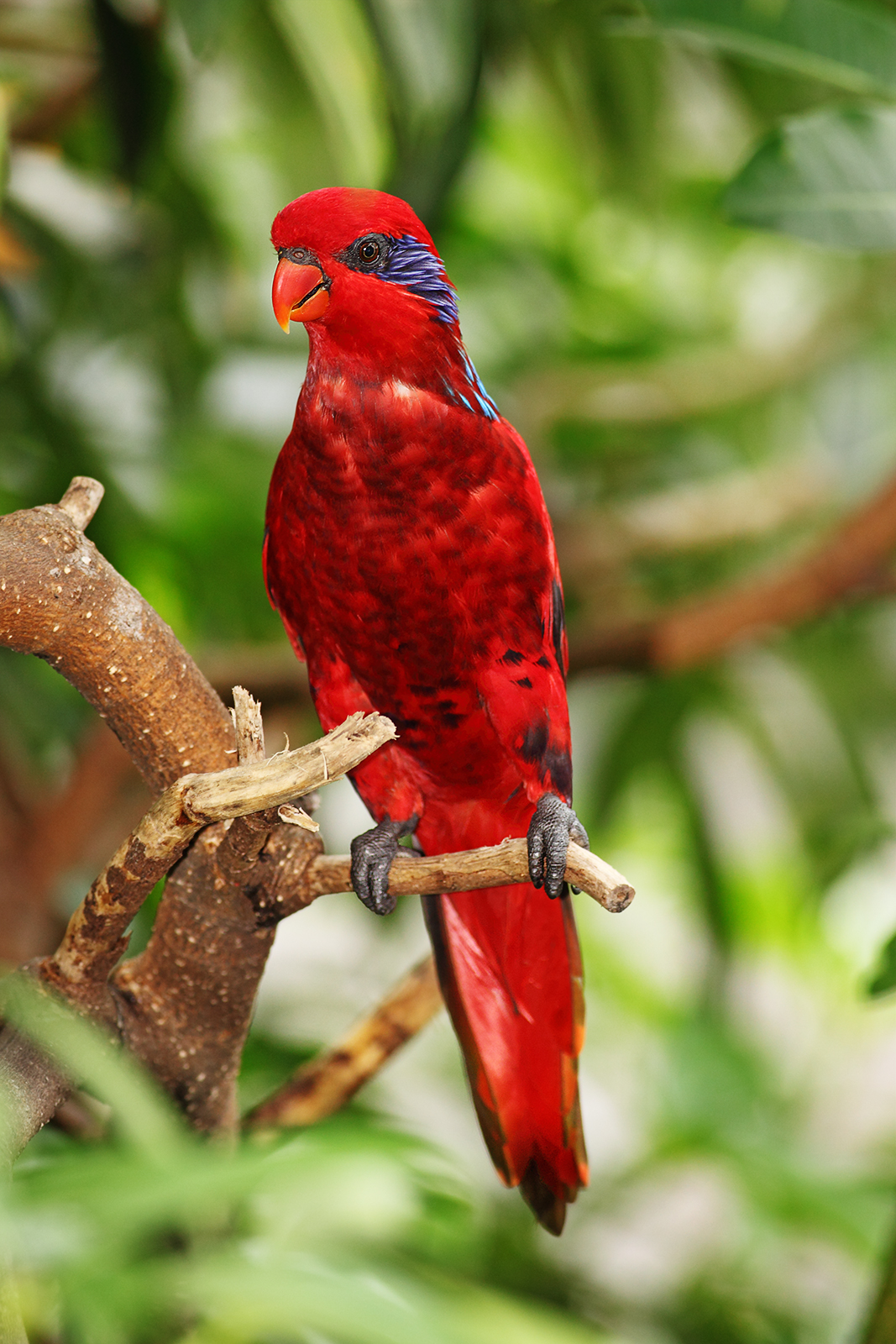
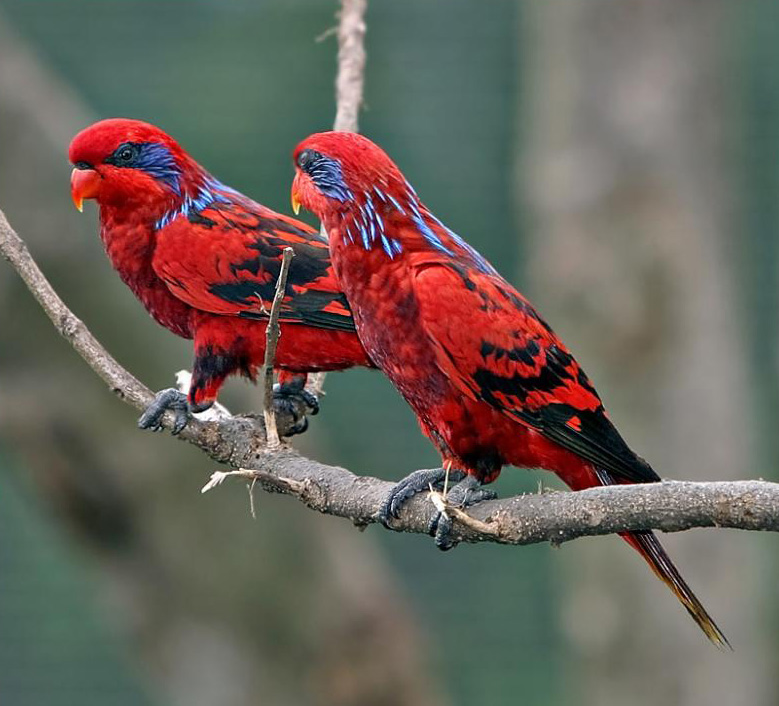
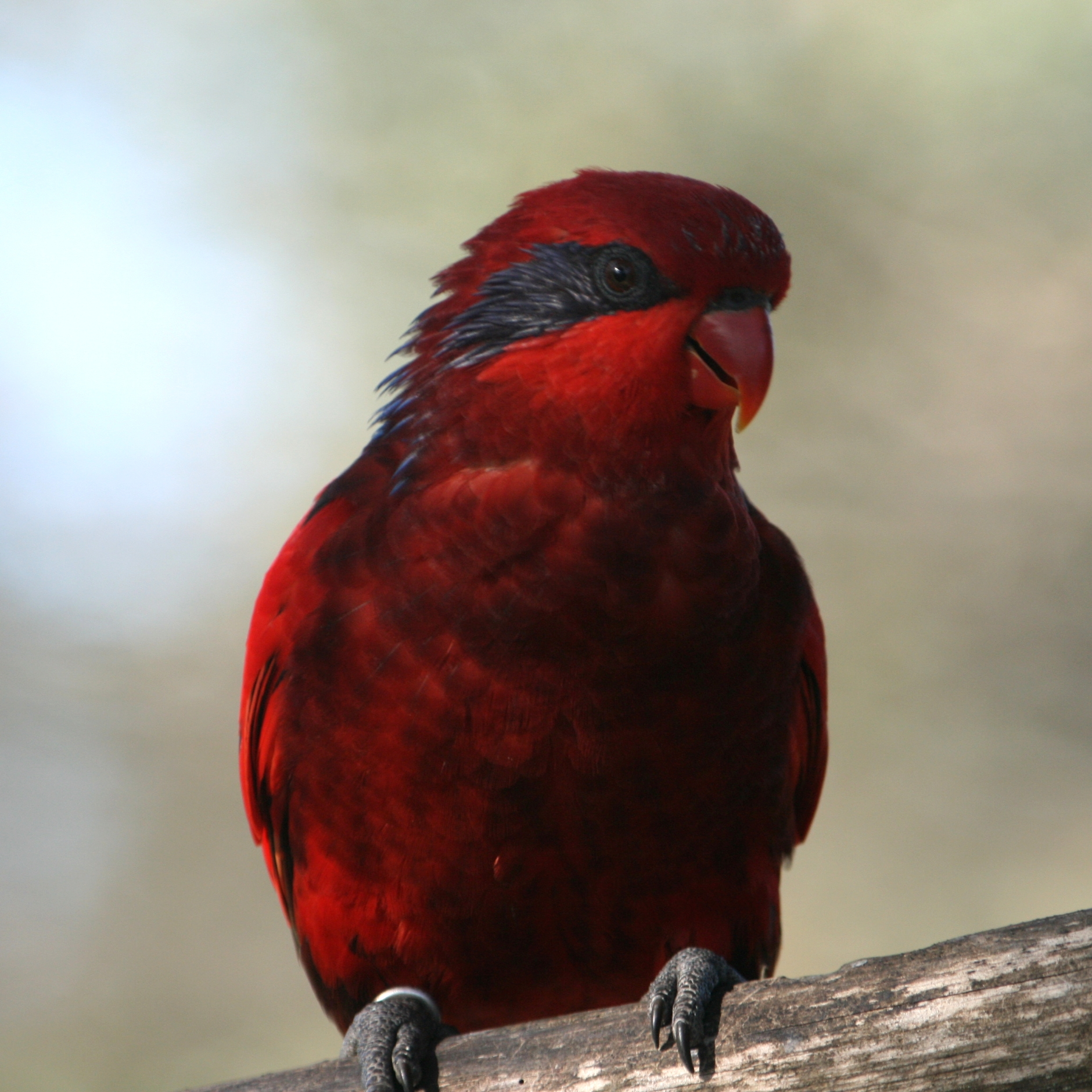
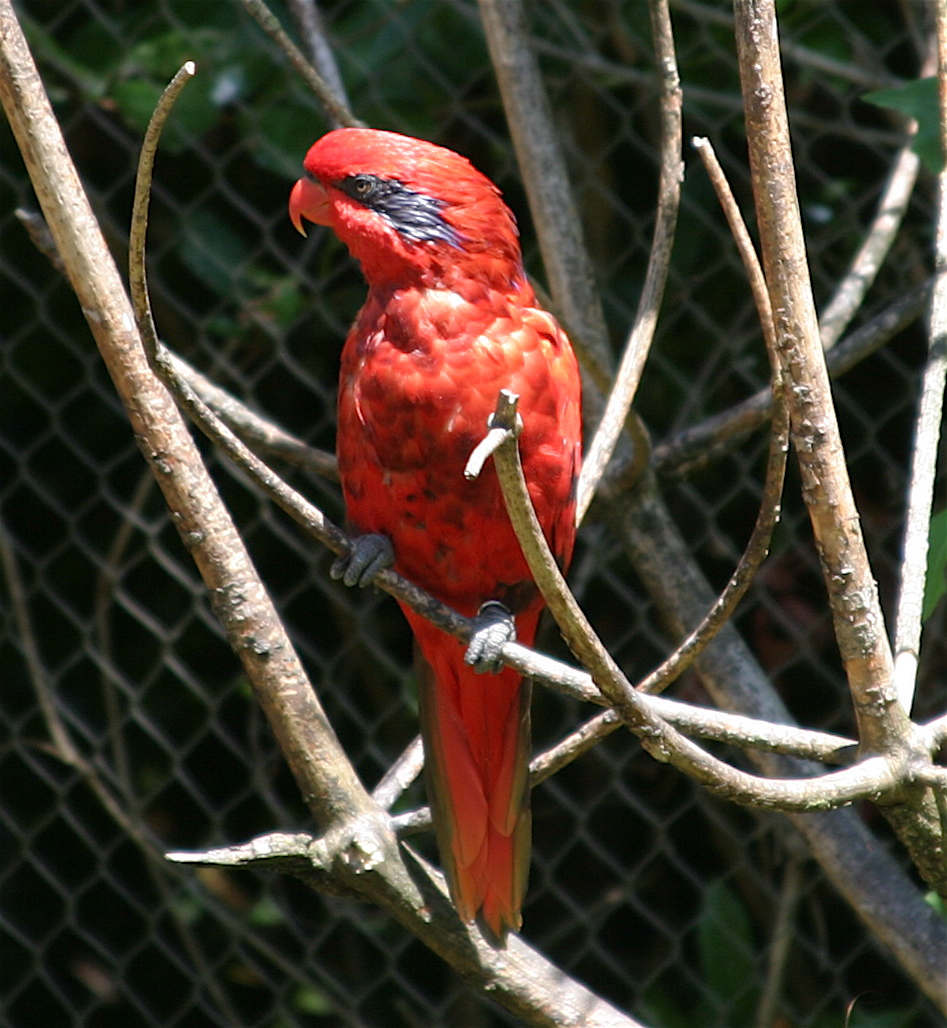
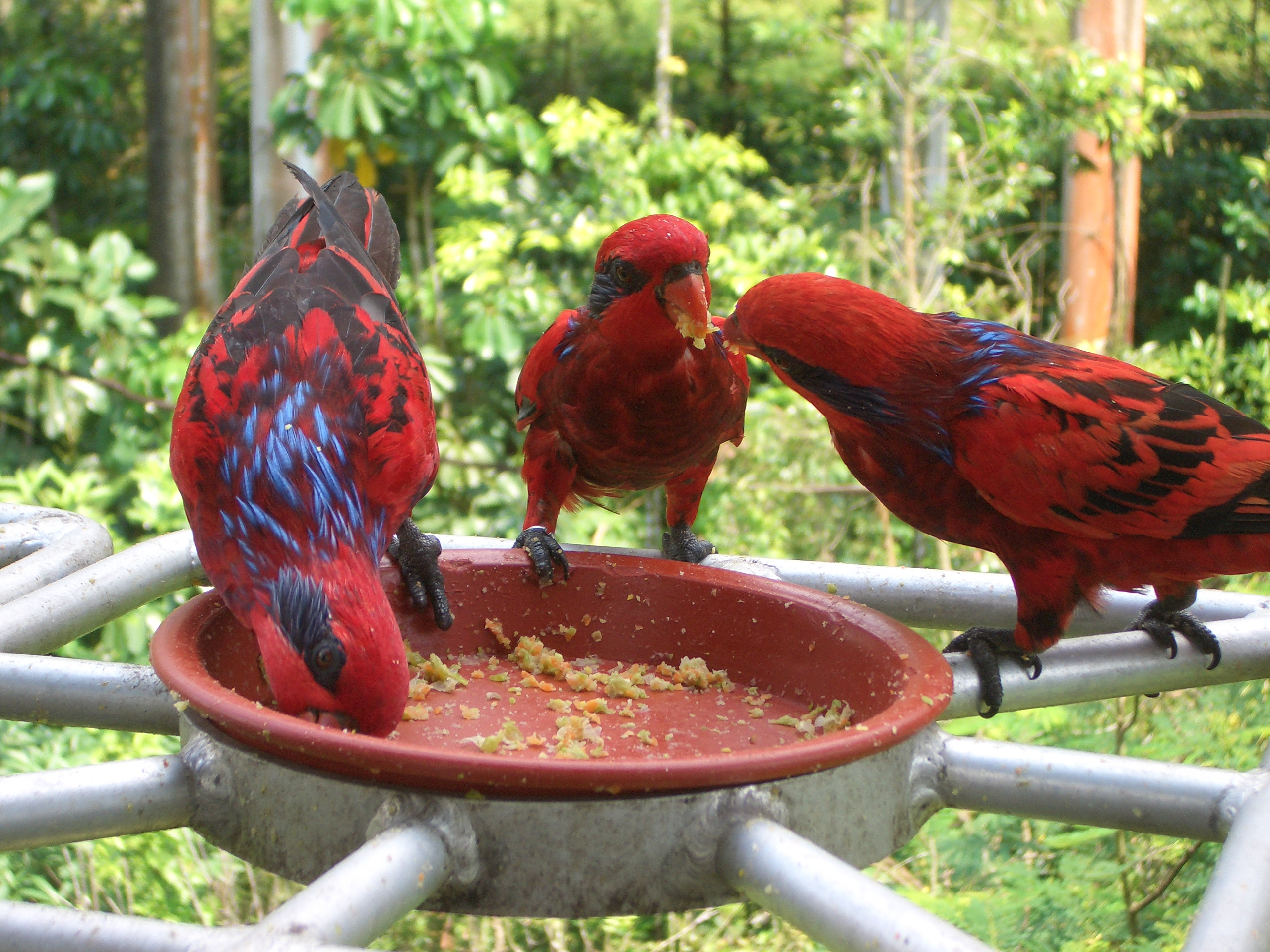